# 바뉸

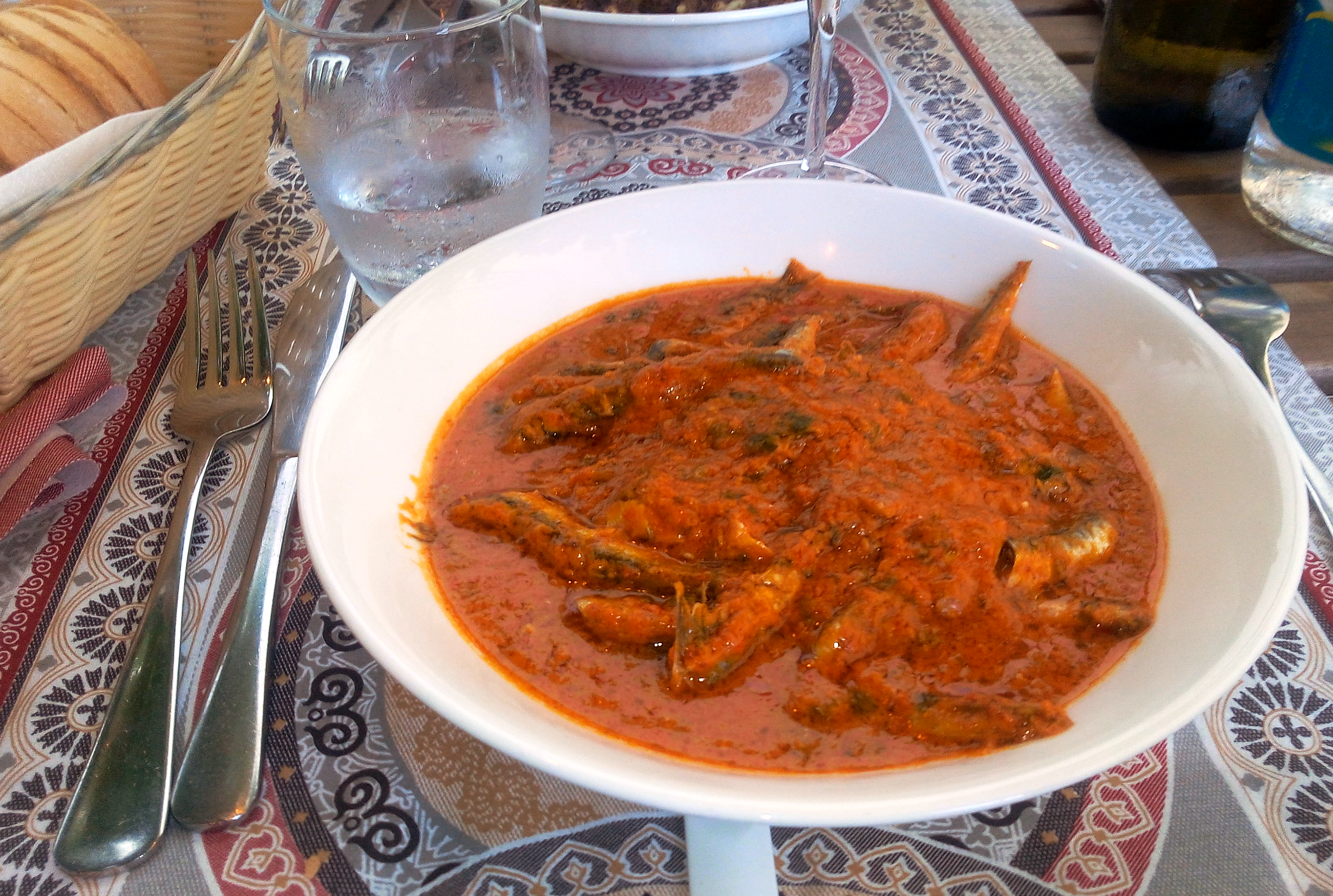

바뉸(이탈리아어: bagnun)은 19세기부터 전해온 이탈리아의 수프 요리로서 주로 멸치를 가지고 만든다. 리구리아주의 제노바 지방에 위치한 세스트리레반테에서 유래했다.
원래는 뱃사람들에 의해 요리되기 시작했는데 시간이 지남에 따라 그 고유함을 유지하면서 오늘날까지 이어오고 있는 요리이다. 엑스트라버진 올리브유와 마른 빵, 토마토, 적채와 신선한 안초비를 가지고 요리한다.
1950년대 이후 세스트리레반테에서는 매년 바뉸 축제(Sagra del Bagnun)을 7월 마지막 주에 열고 있다.